# Lahar

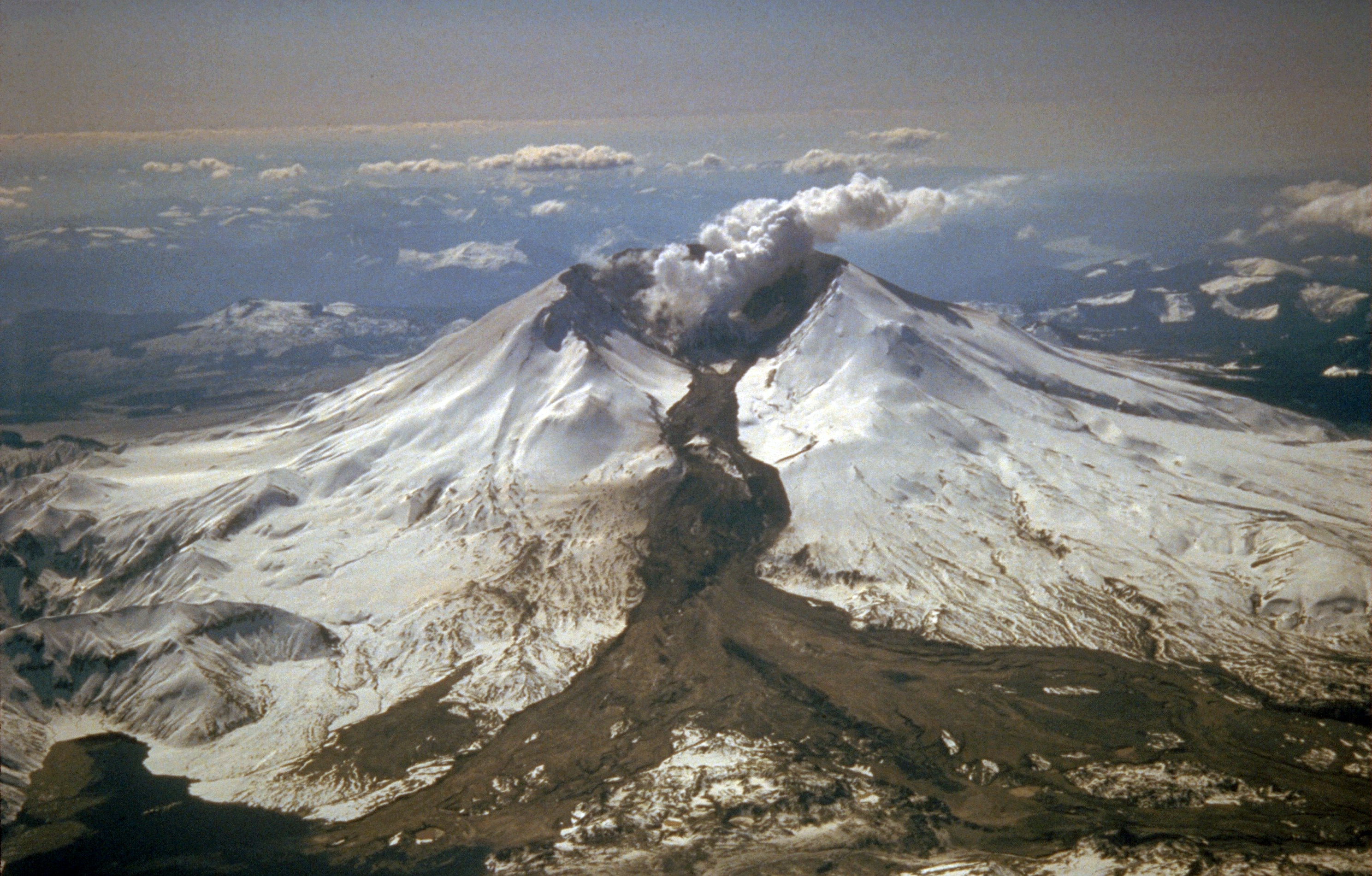
Lahar am Mount St. Helens (März 1982)

Ein Lahar ist ein Schlamm- und Schuttstrom, der von einem Vulkan ausgeht. Das Wort kommt aus dem Javanischen. Dabei mischt sich eruptives Material aus zum Teil metergroßen Blöcken mit Lockersedimenten und Wasser. Je nach Geländeneigung können Lahars durch die Schwerkraft eine Geschwindigkeit bis zu 100 km/h erreichen, über 100 km weit fließen und große Gebiete überschwemmen. Sie können durch einen Vulkanausbruch ausgelöst werden, aber auch völlig unabhängig davon entstehen. Je nach Art ihrer Entstehung können Lahars bis zu 100 °C heiß sein.

## Definition
Die Definition ist in der Literatur nicht ganz einheitlich. Die Encyclopedia of Volcanoes beschränkt den Begriff auf Schlammströme im weiteren Sinne, die einen Sedimentanteil zwischen 20 % und 90 % haben und von einem Vulkan ausgehen. Das entspricht in sedimentologischen Begriffen einem Debris Flow (Sedimentanteil ca. 50–60 % bis ca. 90 %) und einem hyperkonzentrierten Strom (Sedimentanteil zwischen 20 % und 50–60 %). Schlammströme mit niedrigeren Sedimentkonzentrationen transportieren Sediment wie Flüsse, entweder in Suspension oder als Bodentransport. Die Encyclopedia of Volcanoes empfiehlt zudem, den Begriff Lahar auf den Prozess zu beschränken und nicht auf die Ablagerung anzuwenden, obwohl der Begriff in der Literatur inzwischen auch zum Teil auf die Ablagerungen ausgedehnt worden ist („fossile Lahars“).

## Entstehung und Ursache

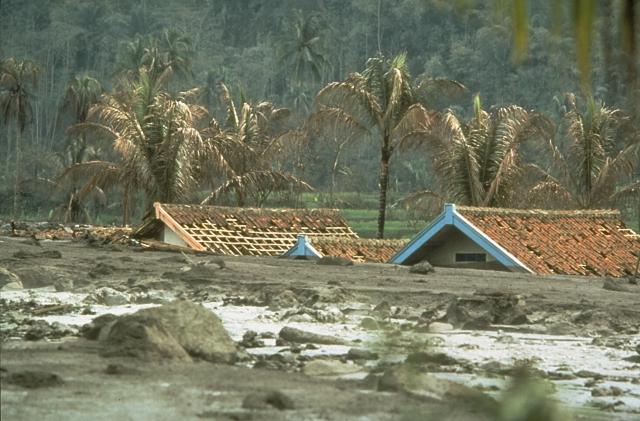
Schlammmassen nach dem Ausbruch des indonesischen Vulkans Gunung Galunggung 1982

Lahars können bei oder kurz nach einem Vulkanausbruch entstehen. Sie können aber auch völlig unabhängig von einem Vulkanausbruch ausgelöst werden.
Voraussetzung für die Entstehung von Lahars sind:
- ein großes Wasserreservoir in Form von Schnee, Eis oder sonstigen Gewässern
- große Mengen unverfestigten Materials, z. B. pyroklastische Strom- oder Fall-Ablagerungen, glaziale Ablagerungen, Böden oder Kolluvium
- steile Hänge und gewisses Relief des Liefergebietes
- ein Auslöser, der die richtige Mischung (siehe oben) für einen Lahar produziert

Typische Auslösemechanismen:
- Vulkanische Aktivität oberhalb der Schneegrenze. Schnee und Eis werden schnell aufgeschmolzen (siehe auch Gletscherlauf) und mischen sich mit Lockersedimenten. Dieser Prozess kann sehr große Lahars auslösen.
- Tauwetter
- Starke Regenfälle, die auf vulkanisches Lockersediment treffen. Starkregen sind infolge von Eruptionsgewittern häufige Begleiter des Vulkanismus, wenn viel Wasserdampf aus der glutflüssigen Schmelze freigesetzt wird, in der schon wasserhaltigen Erdatmosphäre aufsteigt, abkühlt und um die feinsten Aschepartikel kondensiert. Meist werden hierdurch nur kleinere, aber zahlreiche Lahars ausgelöst.
- Infolge vulkanischer Aktivität können Seen, die zuvor durch vulkanische Ablagerungen aufgestaut wurden, durch den Bruch dieser natürlichen Dämme plötzlich in tieferliegendes Gebiet abfließen. Auch dieser Mechanismus kann sehr große Lahars produzieren.
- Kollaps-induzierte Lahars. Durch die Instabilität von vulkanischen Lockermassen können Hänge oder kleinere Teile eines Vulkangebäudes kollabieren. Enthält das Sediment genügend Porenwasser, kann dieses das Sediment verflüssigen. Flache Intrusionen von Magma in ein Vulkangebäude sind hierbei die häufigsten Ursachen. Meist werden dadurch aber nur kleinere Lahars ausgelöst.

## Erosion
Lahars können auf ihrem Weg talwärts stark erosiv wirken, vor allem in vulkanischen Lockermassen. Dabei werden Böschungen unterspült und Hänge untergraben, auch können sekundär kleinere Erdrutsche ausgelöst werden. Generell ist die Erosion umso höher, je mehr Wasser die Schlammströme enthalten. Entscheidend für die Erosion ist jedoch, dass in kurzer Zeit sehr große Mengen Wasser bzw. eines Schlamm/Wasser-Gemischs abfließen. Eine Flutwelle erodiert stärker als ein kontinuierliches Abfließen.

## Veränderung der Lahars beim Abfließen

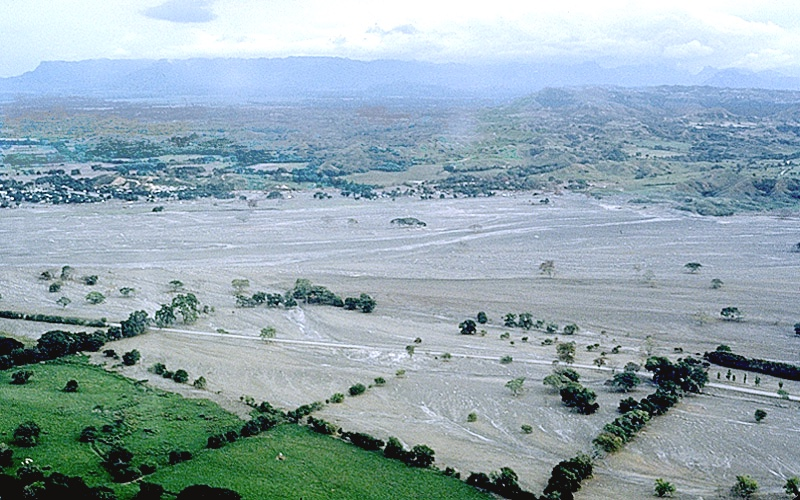
Spuren des katastrophalen Lahars von Armero, Kolumbien, 1985

Flutströme, also Wasserströme mit weniger als 20 % Sedimentführung, die von Vulkanen ausgehen, können sich durch Aufnahme von Sediment auch zu Lahars verändern. Dies verlangsamt die Fließgeschwindigkeit, kommt aber eher selten vor. Lahars können auch durch die weitere Aufnahme von Wasser „verdünnt“ und damit zu „normalen“ Flutströmen werden. Meist aber nehmen Lahars Sediment und Wasser auf und verändern sich bis zur Ablagerung in ihrem Fließverhalten nicht wesentlich. Beim Abfließen „sammeln“ Lahars buchstäblich alles auf, was auf ihrem Weg liegt.

## Naturkatastrophen durch Lahars
Während die direkte Umgebung von Vulkanen, die am meisten von Ausbrüchen bedroht ist, in der Regel ohne Besiedlung bleibt, ist die weitere Umgebung der Vulkane wegen der fruchtbaren Böden oft dicht besiedelt. Die Bedrohung durch die Vulkane wird dort als gering eingeschätzt. Lahars haben deshalb vor allem durch ihre weite Fließreichweite ein beträchtliches Zerstörungspotential.
- Am 24. Dezember 1953 ereignete sich Neuseelands schwerstes Eisenbahnunglück, als ein Lahar eine Eisenbahnbrücke bei Tangiwai wegschwemmte. Kurz nach dem Einsturz erreichte der Nachtzug Wellington-Auckland die Stelle und stürzte in den Schlammstrom. 151 Menschen kamen ums Leben, viele der Opfer wurden niemals gefunden.
- In den südlichen Anden Chiles grub ein Lahar des Vulkans Villarrica (2847 m) am 29. Dezember 1971 noch in einer Entfernung von 14 km eine Fließrinne, die an ihrer Oberkante 128 m breit und 8 m tief war.
- Ein Lahar beim Ausbruch des Mount St. Helens im Süden des Bundesstaates Washington in den USA am 18. Mai 1980 trug zum Ausmaß der verheerenden Katastrophe bei.
- Am 13. November 1985 verursachte ein Lahar des Vulkans Nevado del Ruiz in Kolumbien die zweitgrößte Zahl von Todesopfern durch einen Vulkanausbruch im 20. Jahrhundert. Der bis zu 5 m hohe Schlammstrom erreichte die 47 km entfernte Stadt Armero etwa zweieinhalb Stunden nach dem Ausbruch und kostete zwei Drittel der 28.700 Einwohner das Leben.
- Im März 2007 ergoss sich wie 1953 ein Lahar vom neuseeländischen Vulkan Ruapehu. Menschenleben waren diesmal nicht zu beklagen, da die Behörden entlang des Flusses Whangaehu rechtzeitig Maßnahmen getroffen hatten.

## Laharablagerungen
Die Ablagerungen eines Lahars unterscheiden sich in den Sedimentstrukturen nicht von denen eines Debris Flow und eines hyperkonzentrierten Stroms. Es entstehen je nach Ausgangszusammensetzung Debrite, Diamiktite, Parakonglomerate und Brekzien. Sie unterscheiden sich von „normalen“ Schutt- und Schlammströmen im Grunde nur durch das vulkanogene Material, aus dem sie überwiegend bestehen. Es gibt Übergänge zu „normalen“ Schlammströmen.
Durch die plötzliche Bedeckung mit Schlammmassen können unter Umständen auch viele Lebewesen fossilisiert werden. Es kann eine Fossillagerstätte entstehen.

## Fossile Laharablagerungen

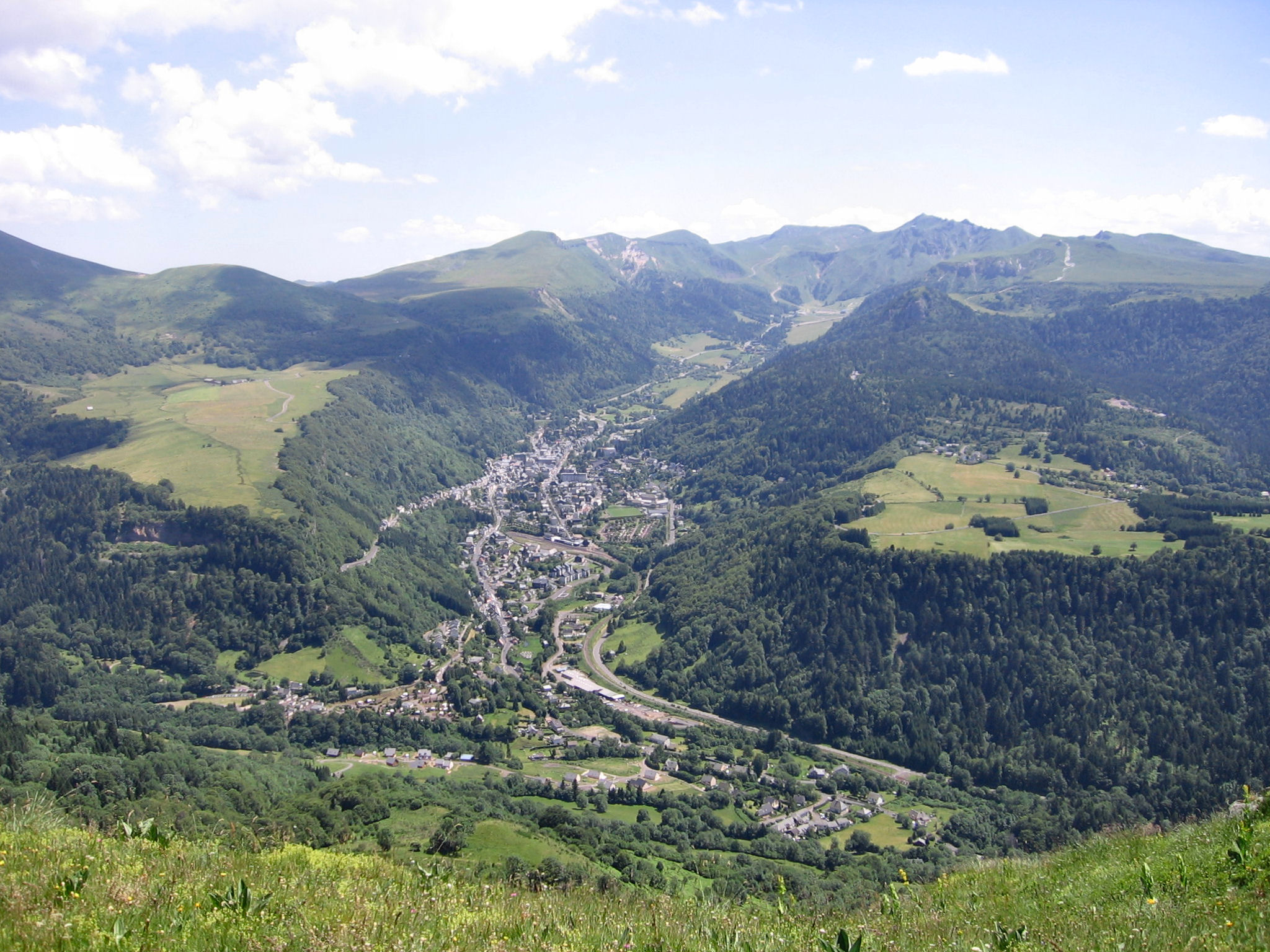
Blick auf Mont-Dore

Vor ungefähr 5600 Jahren entstand am Mount Rainier im US-Bundesstaat Washington ein riesiger Lahar. Das Volumen wurde auf etwa 3,8 km³ berechnet. Er verfüllte Täler mit bis zu 200 m Sediment, legte eine Strecke bis zu 120 km zurück und floss noch 20 km unter Wasser am Grund des Puget Sound weiter.
An den Monts Dore in der französischen Auvergne legte ein Lahar im Tertiär mehr als 30 km zurück.

### Wissenschaftliche Beiträge
- Lahar beim Global Volcanism Program (englisch)
- V. Camp: Lahars, How Volcanoes Work, Dept. of Geological Sciences, San Diego State University (englisch)

### Augenzeugenberichte
- Augenzeugenbericht eines Laharereignisses (englisch, mit Fotos)